# Fasola wielokwiatowa
Fasola wielokwiatowa (Phaseolus coccineus L.) – gatunek roślin jednorocznych należący do rodziny bobowatych. Pochodzi z Ameryki Środkowej, uprawiany jest w obu Amerykach, w Azji oraz w Europie.

## Morfologia

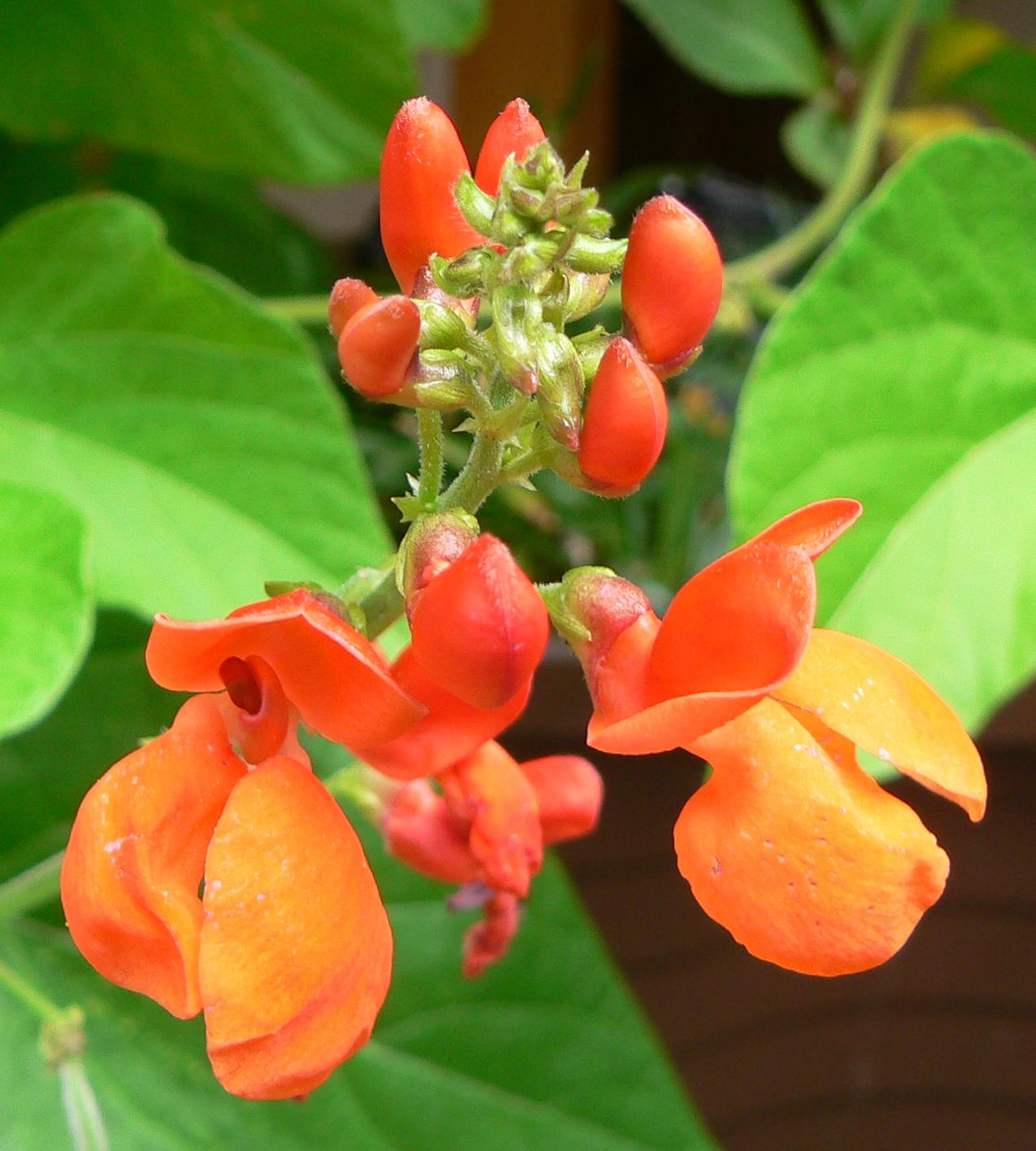
Kwiatostan

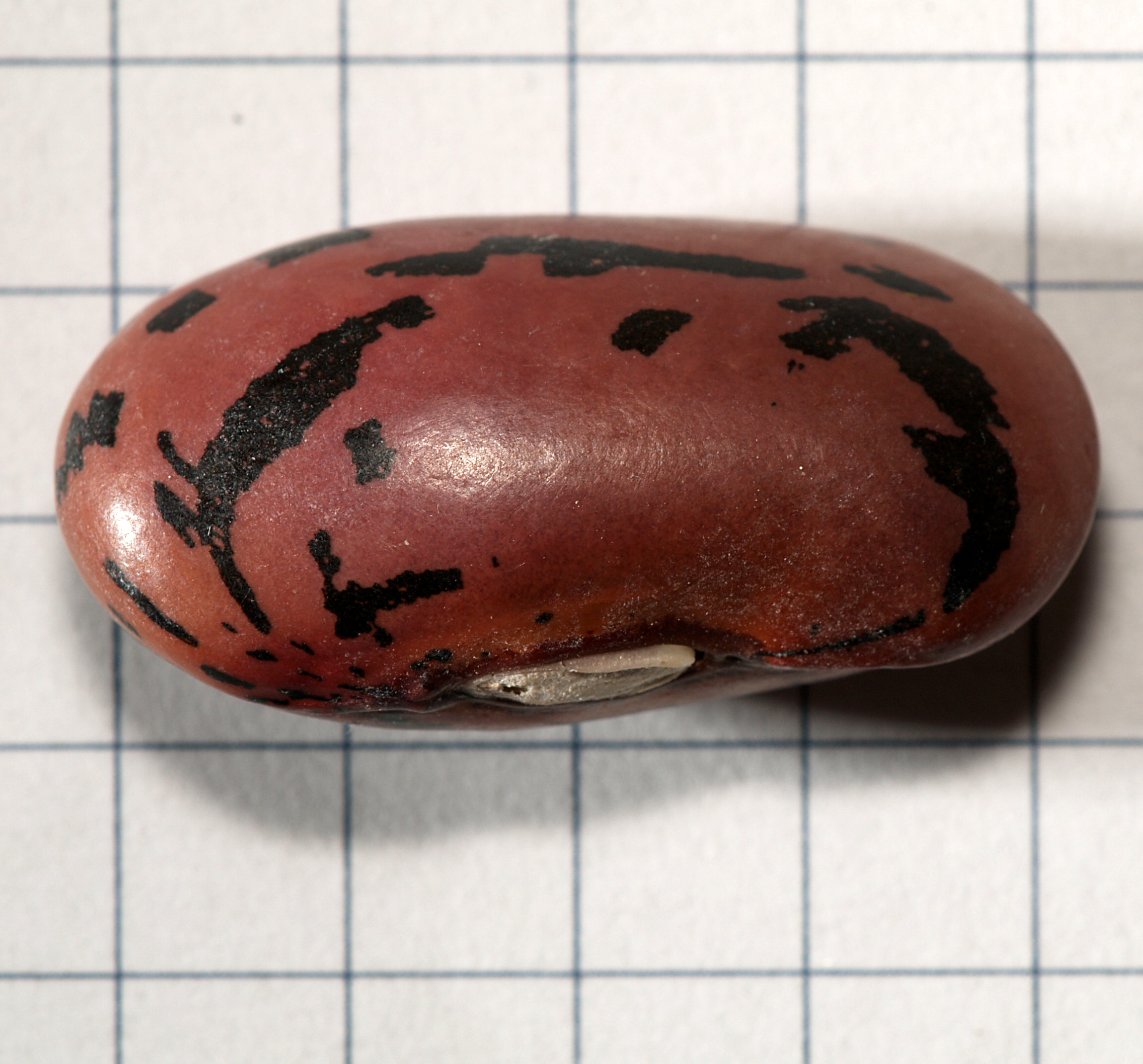
Nasiona jednego z kultywarów

ŁodygaWijąca się do 4 m długości.
LiścieDuże, trójlistkowe.
KwiatyBarwy czerwonej lub białej z 10 pręcikami (9 zrośniętych i jeden wolny) oraz jednym słupkiem.
OwocSzorstki strąk, szeroki i płaski, łukowato wygięty, o dużej ilości włókien.
NasionaDuże, kształtu nerkowatego, zwykle białe.

## Zastosowanie
- Roślina uprawna, często uprawiana jako warzywo dla swoich dużych i odżywczych nasion. Istnieje wiele kultywarów różniących się m.in. kolorem i wielkością nasion
- Roślina ozdobna. Używana do okrywania wysokich płotów, altan, pergoli, do tworzenia osłon na balkonach i tarasach.
- Łupiny fasoli wielokwiatowej są używane w leczeniu cukrzycy, artretyzmu oraz w chorobach reumatycznych.

## Uprawa
Roślina dość odporna na choroby i niesprzyjające warunki atmosferyczne. Popularna w uprawie. Najczęściej uprawianą odmianą wśród odmian warzywnych jest 'Piękny Jaś' o bardzo dużych białych nasionach. Rozmnażanie: wysiew w maju wprost do gruntu gniazdowo, po kilka nasion wokół podpory. Nasiona dojrzewają na przełomie września i października.